# Britta Büthe

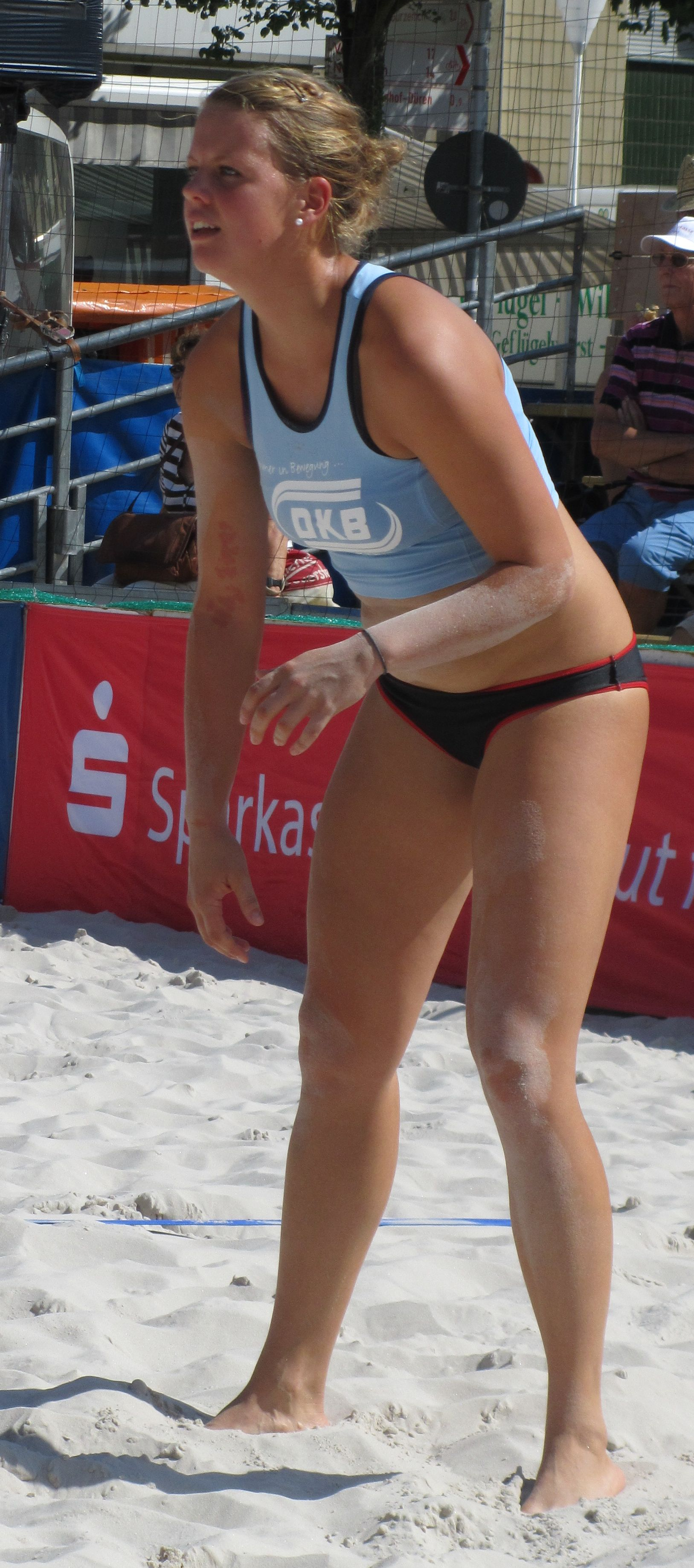
Britta Büthe en 2011.

Britta Büthe, née le 25 mai 1988 à Dearborn, est une joueuse de beach-volley allemande.
Avec Karla Borger, elle est battue en finale des Championnats du monde en 2013 par les Chinoises Xue Chen et Zhang Xi. Le duo remporte ainsi la première médaille mondiale du beach-volley féminin allemand.  Ce duo est ensuite médaillé de bronze aux Championnats d'Europe de beach-volley 2016 à Bienne.
En 2021, elles décident de boycotter un tournoi féminin de la FIVB au Qatar en raison de l'interdiction de porter un bikini sur le terrain, une mesure que les organisateurs qataris affirment ne pas avoir demandé. "C'est vraiment le seul pays et le seul tournoi où un gouvernement nous dit comment faire notre travail. Nous critiquons cela."